# Michael Somes
Michael Somes, född 28 september 1917 i Horsely, Gloucestershire, död 18 november 1994 i London, var en brittisk balettdansör. Hans mest kända danspartner var Margot Fonteyn.